# François de Ramel
Pour les articles homonymes, voir Ramel.
François de Ramel est un homme politique français, né le 26 janvier 1883 dans le 7e arrondissement de Paris et décédé le 5 décembre 1951 dans le 8e arrondissement de Paris.

## Biographie
Le comte François de Ramel est le fils de Fernand de Ramel, ancien député du Gard, et le neveu du colonel Gabriel de Ramel. Il est docteur en droit puis obtient une licence-ès-sciences ; il est ensuite nommé avocat à la Cour d'appel de Paris.
Mobilisé durant la Première Guerre mondiale, sa conduite lui vaut d'être décoré.
Son père Fernand de Ramel meurt en 1915. Comme son père a occupé les fonctions de député du Gard de 1889 à 1914, François de Ramel décide de briguer sa succession aux élections législatives de 1919. Il est élu dès le premier tour en tant que tête de liste du Bloc national, vengeant ainsi l'échec de son père en 1914, et siège parmi les Indépendants de droite. Il entre à la commission du travail, à la commission du commerce et de l'industrie, à la commission d'assurance et de prévoyance sociales et à la commission des finances.
En 1922, il propose de modifier les conditions des retraites des ouvriers mineurs. Il s'agit « notamment d'abaisser l'âge de la retraite normale à cinquante ans » et de « créer une caisse spéciale d'épargne et de sur-pension et une caisse d'amélioration ». 
Aux élections de 1924, il est le seul député élu sur la liste d'Union nationale. Aux élections de 1928, qui reviennent au scrutin uninominal à deux tours, il est réélu au second tour face au Henry Torrès, candidat de la SFIO. Il siège un temps parmi les Députés indépendants, un groupe parlementaire de droite conservatrice. Aux élections de 1932, il est également réélu au second tour, et siège dans le groupe conservateur et agrarien des Indépendants d'action économique, sociale et paysanne.
Au cours de ses mandats de député, il dépose des propositions de loi sur des sujets sociaux qui prouvent son attachement aux thèses du catholicisme social : création d'un Office national des forces productives, institution d'une caisse autonome d'amortissement, affectation à la réfection des routes les taxes prélevées sur les automobiles, encouragement de la production viticole et oléicole, ou dès 1928 constitution un fonds spécial de solidarité en faveur des vieux travailleurs.
Bien que catholique et conservateur, il s'oppose régulièrement à l'Action française, suivant en cela les opinions de son père Fernand de Ramel. En janvier 1928, il affronte violemment l'avocat André Vincent, l'homme fort de l'Action française dans le Midi languedocien.
Il est finalement battu aux élections de 1936 par Fernand Valat, maire communiste d'Alès.
Il est également conseiller général du Gard, pour le canton de Barjac de 1925 à 1940 (où il succède à Jean de Ramel), puis pour le canton de Sumène de 1945 jusqu'à sa mort.

## Vie privée
François de Ramel se marie avec Denyse de Secondat de Montesquieu. Le couple a eu quatre enfants.

## Distinctions
- Chevalier de la Légion d'honneur (11 juillet 1935)[4]
- Croix de guerre 1914–1918

## Ouvrages
- Les dépenses obligatoires et la liberté des communes, Thèse de doctorat de droit, 1910 ;
- Les Vallées des papes d'Avignon : Essai sur la vie de quelques familles en Languedoc cévenol au XIVe siècle, 1954.